# Medailové pořadí na Zimních olympijských hrách 1972
Toto je medailové pořadí zemí na Zimních olympijských hrách 1972, které se konaly v Sapporu v Japonsku od 3. února 1972 do 13. února 1972. Těchto her se zúčastnilo 1106 sportovců z 35 zemí v 35 disciplínách v 6 sportech.

## Počet medailí
Toto je kompletní tabulka počtu medailí udělených na Zimních olympijských hrách 1972 podle údajů Mezinárodního olympijského výboru.
| Pořadí | Země                                 | Zlato | Stříbro | Bronz | Celkem |
| ------ | ------------------------------------ | ----- | ------- | ----- | ------ |
| 1      | Sovětský svaz (URS)                  | 8     | 5       | 3     | 16     |
| 2      | Německá demokratická republika (GDR) | 4     | 3       | 7     | 14     |
| 3      | Švýcarsko (SUI)                      | 4     | 3       | 3     | 10     |
| 4      | Nizozemsko (NED)                     | 4     | 3       | 2     | 9      |
| 5      | Spojené státy americké (USA)         | 3     | 2       | 3     | 8      |
| 6      | Západní Německo (FRG)                | 3     | 1       | 1     | 5      |
| 7      | Norsko (NOR)                         | 2     | 5       | 5     | 12     |
| 8      | Itálie (ITA)                         | 2     | 2       | 1     | 5      |
| 9      | Rakousko (AUT)                       | 1     | 2       | 2     | 5      |
| 10     | Švédsko (SWE)                        | 1     | 1       | 2     | 4      |
| 11     | Japonsko (JPN)                       | 1     | 1       | 1     | 3      |
| 12     | Československo (TCH)                 | 1     | 0       | 2     | 3      |
| 13     | Polsko (POL)                         | 1     | 0       | 0     | 1      |
| 13     | Španělsko (ESP)                      | 1     | 0       | 0     | 1      |
| 15     | Finsko (FIN)                         | 0     | 4       | 1     | 5      |
| 16     | Francie (FRA)                        | 0     | 1       | 2     | 3      |
| 17     | Kanada (CAN)                         | 0     | 1       | 0     | 1      |
| Celkem | Celkem                               | 36    | 34      | 35    | 105    |